# Rodrigo Vidal
Jorge Rodrigo Vidal Gutiérrez (Cidade do México, 16 de março de 1973) é um ator mexicano que tem atuado em várias telenovelas do México e Estados Unidos para a comunidade latina. Ele é casado desde 2003 com Michelle Morán com quem tem dois filhos.

## Biografia
A carreira de Rodrigo começo quando garoto e foi acidentalmente, quando adulto desenvolveu muito interesse por produzir e dirigir, se encontrava em uma produção, quando Carla Estrada o confundiu com outro ator e o colocou para atuar. Fez sua estreia no mundo das telenovelas com a telenovela Cuando llega el amor em 1989.
Dai em diante ele resolveu estudar artes cênicas, trabalhando nesse meio até os dias de hoje, como ator Rodrigo já atuou em várias telenovelas de sucesso no México e no exterior, tais como: Maria Isabel em 1998, El privilegio de amar em 1998, a juvenil Amigas y rivales de 2001 e Salomé também em 2001. 
Nos Estados Unidos Rodrigo atuou em telenovelas da rede venezuelana Venevision, que normalemte são ambientadas em Miami, e exibidas para o público latino daquele país, e para a América Latina, entre as telenovelas de destaque esta Gata Salvaje de 2002. 
Ele já atuou em obras de teatro como La dama de negro. E também participou no ano de 2005 da casa de Big Brother México VIP. 
Rodrigo é filho único dos senhores Arturo e Patricia; esta casado desde 2003 com Michelle, e vive com ela em Miami, Florida.
Em 2009 ele volta ao México para gravar a bem sucedida telenovela Hasta que el dinero nos separe no papel de Jaime, contracenado com os atores protagonistas Pedro Fernández e Itati Cantoral.

## Telenovelas
- Sueño de amor (2016) .... Félix Del Pozo
- Hasta que el Dinero nos Separe (2009-2010) .... Jaime del Rincón ``Jaimito´´
- Olvidarte Jamas (2006) .... Miguel Montero
- Ángel rebelde (2004).... Luigi Spaghetti
- Gata Salvaje (2002-2003).... Guillermo Valencia
- Salomé (2001-2002) .... Danny / Soraya (Gay)
- Amigas y rivales (2001) .... Armando
- Siempre te amaré (2000) .... Eduardo Castellanos
- Preciosa (1998) .... Leonel de la Riva
- El privilegio de amar (1998-1999) .... Artemio Salazar
- Maria Isabel (1998).... Gilberto
- El secreto de Alejandra (1997).... Matias
- El premio mayor (1995-1996) .... Diego
- Dos mujeres un camino (1993-1994) .... Ricardo
- Baila conmigo (1992) .... Samuel
- Atrapada (1991-1992) .... Luis
- Cuando llega el amor (1989-1990) .... Lalo